# Betty Robinson
Elizabeth Robinson-Schwartz, detta Betty (Riverdale, 23 agosto 1911 – Denver, 18 maggio 1999), è stata una velocista statunitense, campionessa olimpica dei 100 metri piani ad Amsterdam 1928 e della staffetta 4×100 metri a Berlino 1936.
Con il tempo di 12"2, stabilito a Chicago il 2 giugno 1928, ha detenuto il record mondiale dei 100m fino al 5 giugno 1932.

## Biografia
Betty Robinson nacque in Riverdale (Illinois) il 23 agosto 1911 da Harry ed Elizabeth Robinson, una famiglia di umili origini. Fu studentessa alla scuola superiore Thornton Township nella quale venne riconosciuta come campionessa olimpica. Il suo talento per la corsa venne scoperto proprio qua, dal suo insegnante che, dopo averla vista correre per non perdere il treno, le fece fare un test cronometrato lungo il corridoio della scuola. Robinson fece la sua prima gara ufficiale appena quattro mesi prima delle Olimpiadi del 1928, il 30 marzo, e già al debutto, precisamente il 2 giugno, stabilì il nuovo primato mondiale sui 100m, anche se non venne riconosciuto perché considerato condizionato dal clima di quel periodo (quel giorno tirava parecchio vento). Le Olimpiadi furono appena la quarta gara della sua vita: Betty, infatti, aveva solamente 16 anni.
Ad Amsterdam le donne furono ammesse a gareggiare in atletica leggera per la prima volta. Il 31 luglio si svolsero i 100m, prima gara in programma per l'atletica femminile. Dopo una serie di false partenze (ben due), con un seguito di proteste da parte delle escluse che ritardò non poco l'inizio della gara, la Robinson rimase concentrata e vinse con il tempo di 12"2, rimanendo ancora adesso l'atleta più giovane ad aver vinto una medaglia d'oro in questo sport. Per poco non diventò la prima campionessa olimpica di atletica in assoluto, essendo stata preceduta di soli 25 minuti dalla polacca Halina Konopacka, vincitrice del lancio del disco nello stesso pomeriggio. Nella stessa edizione dei Giochi olimpici si aggiudicò anche una medaglia d'argento con la staffetta 4×100m.
Al ritorno da Amsterdam, Betty Robinson fu accolta in patria con tutti gli onori. Vennero organizzate due parate, una a Broadway ed una a Chicago. La sua scuola la premiò con una coppa d'argento e i suoi concittadini fecero una colletta per regalarle un orologio con diamanti.

### Incidente aereo
Nel 1931 rimase coinvolta in un incidente aereo; il biplano su cui volava, pilotato dal cugino, Wilson Palmer, ebbe un’avaria e cadde in picchiata. La carcassa fumante del mezzo fu avvistata da due uomini nella periferia sud di Chicago, che si attivarono immediatamente per prestare soccorso.Tra i rottami era intrappolato il corpo esanime dell’atleta. I primi soccorritori pensarono che fosse morta e la portarono all'obitorio. In realtà la giovane donna era ancora viva, anche se in gravissime condizioni: la ragazza, appena ventunenne, infatti, presentava una commozione cerebrale, il braccio e la gamba sinistra fratturati e la fronte e il viso lacerati, oltre a delle lesioni interne, secondo il The New York Times di quell'epoca. Rimase in coma per sette settimane e le occorsero poi due anni di riabilitazione prima di poter tornare a camminare: i medici le dissero che non sarebbe mai più tornata a correre.

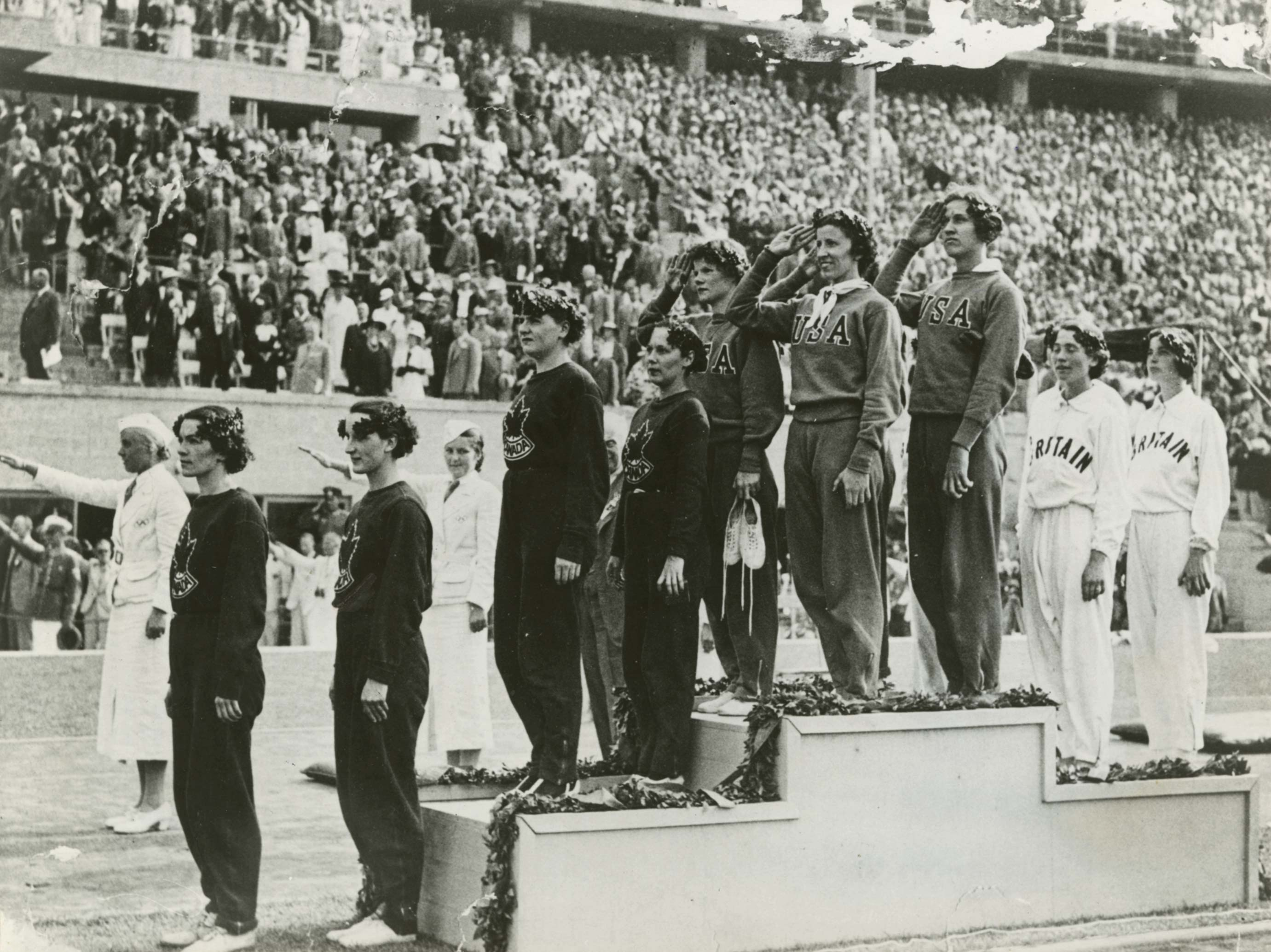
La premiazione della staffetta 4×100 ai Giochi olimpici di Berlino 1936

Ma la Robinson voleva a tutti i costi tornare a correre, avendo saltato le Olimpiadi estive del 1932, ma non poteva più flettere completamente il ginocchio sinistro (per via di un chiodo di ferro). Questo le impediva di accovacciarsi ai blocchi di partenza e dovette così dire addio alle gare di velocità. Decise allora di dedicarsi alle staffette, dove dal secondo staffettista in poi la partenza avviene in piedi. Nel 1936, cinque anni dopo l'incidente, fu convocata per le Olimpiadi di Berlino come componente della staffetta 4×100m. Le atlete tedesche della Germania nazista, grandi favorite, persero il testimone all'ultimo cambio venendo squalificate e Betty e le sue compagne (Harriet Bland, Annette Rogers e Helen Stephens) riuscirono a vincere la medaglia d'oro.
Si ritirò dalle competizioni poco dopo le Olimpiadi del 1936. Rimase comunque nell'ambiente inizialmente come giudice di gara, poi come cronometrista.  Il suo contributo più importante però fu quello di diventare un’oratrice pubblica per la Women’s Athletic Association e la Girls’ Athletic Association con il compito di promuovere la corsa femminile. La sua testimonianza mostrò alle ragazze che potevano stravolgere un sistema che relegava le donne a ruoli di secondo piano anche nell’atletica leggera.

## Vita privata
Non si sa molto della sua vita privata. Il 1º dicembre 1939 si sposò con Richard Schwartz, un tappezziere dell'Illinois. La coppia ebbe due figli. Oltre al suo impegno nel mondo dell'atletica, trovò un'occupazione in un negozio di ferramenta. Nel 1977 venne inserita nella National Track & Field Hall of Fame statunitense, e nel 1996 venne scelta per trasportare la torcia olimpica per i Giochi di Atlanta. Morì a Denver il 18 maggio 1999, all'età di 87 anni dopo una lunga battaglia contro il cancro e l'Alzheimer.

## Palmarès
| Anno | Manifestazione  | Sede      | Evento      | Risultato | Prestazione | Note            |
| ---- | --------------- | --------- | ----------- | --------- | ----------- | --------------- |
| 1928 | Giochi olimpici | Amsterdam | 100 m piani | Oro       | 12"2        | Record mondiale |
| 1928 | Giochi olimpici | Amsterdam | 4×100 m     | Argento   | 48"8        |                 |
| 1936 | Giochi olimpici | Berlino   | 4×100 m     | Oro       | 46"9        |                 |

## Fonti
1. ↑  (EN) Elizabeth (Betty) Robinson (Schwartz) - Hall of Fame Biographies, su usatf.org, USA Track&Field. URL consultato il 23 agosto 2019 (archiviato dall'url originale il 26 giugno 2004).
2. 1 2 3   Betty Robinson: dalla corsa verso il treno alle Olimpiadi, su storicang.it.
3. 1 2 3  (EN) Quick Facts About Betty Robinson, su riverdale.lib.il.us, Riverdale Public Library District. URL consultato il 9 febbraio 2010.
4. ↑   Betty Robinson: la donna che sconfisse De Coubertain, 31 luglio 1928, su quibrianzanews.com, QBN - QuiBrianzaNews, 31 luglio 2018 (archiviato il 23 agosto 2019).
5. ↑  (EN) Betty Survives Plane Crash, su riverdale.lib.il.us, Riverdale Public Library District. URL consultato il 9 febbraio 2010.
6. ↑   Alice Figini, Betty Robinson: La donna che vinse due volte, su storiedisport.it, Storie di Sport (archiviato dall'url originale il 12 ottobre 2015).
7. ↑   Giovanni Manenti, Betty Robinson, la velocista che visse due volte, su sport660.wordpress.com, 24 ottobre 2017 (archiviato il 23 agosto 2019).